# Till Drobisch
Till Drobisch (* 2. März 1993 in Windhoek) ist ein ehemaliger namibischer Radrennfahrer.

## Karriere
2009 wurde Till Drobisch namibischer Jugendmeister im Einzelzeitfahren, im Jahr darauf errang er drei nationale Junioren-Titel, im Einzelzeitfahren, im Straßenrennen sowie auf dem Mountainbike im Cross-Country, und gewann das Nedbank Cycle Classic. 2011 gewann er die Gesamtwertung der Tour de Windhoek sowie das Namibian Cycle Classic, bei dem er 2012 erneut siegte. 
Von 2012 bis 2013 war Drobisch Mitglied in der Mannschaft des Centre Mondial du Cyclisme. Bei den Afrikanischen Radsportmeisterschaften belegte er 2012 den achten Platz im Einzelzeitfahren. 2013 wurde er zweifacher namibischer Meister im Straßenrennen und im Einzelzeitfahren und errang damit gleichzeitig die Titel in der Klasse U23. Bei Rennen der UCI Continental Circuits und des UCI Nations’ Cup U23 blieb er ohne nennenswerte Ergebnisse.
2014 fuhr Drobisch für das französische Team U Nantes Atlantique und wurde erneut namibischer Zeitfahrmeister. Im Juli 2015 wurde er Mitglied im deutschen Team Stuttgart, für das er bis zum Ende der Saison 2016 an den Start ging. 2016 wurde er erneut nationaler Meister im Einzelzeitfahren und Sieger beim Nedbank Cycle Classic, international konnte er jedoch keine Akzente setzen und sich für einen Profi-Vertrag empfehlen. 2017 wurde er noch einmal namibischer Meister sowohl im Straßenrennen als auch im Einzelzeitfahren, zudem gewann er zum dritten Mal das Nedbank Cycle Classic. 
Nachdem Drobisch 2016 auch namibischer Meister im MTB-Marathon wurde, startete er 2017 wiederholt bei verschiedenen Rennen im Cross-Country, unter anderem auch beim Weltcup in Albstadt sowie in der Internationalen Mountainbike-Bundesliga, ohne dabei vordere Platzierungen zu erreichen. Den größten Erfolg im Cross-Country erzielte Drobisch 2018, als er bei den Afrikameisterschaften die Bronzemedaille gewann. 
Seit 2019 wird Drobisch nicht mehr in den Ergebnislisten der UCI geführt.

## Familie
Die Familie von Drobisch ist deutscher Herkunft; sein Vater Hans-Peter Drobisch, ein gebürtiger Bremer, wanderte 1989 nach Südwestafrika aus. Er ist von Beruf Querflötist, der seit 1989 am College of the Arts in Windhoek als Dozent und seit 2016 an der Deutschen Höheren Privatschule Windhoek als Lehrer unterrichtet.

## Erfolge
2009
- Nedbank Cycle Classic

2010
- Namibischer Meister – Einzelzeitfahren (Junioren)
- Namibischer Meister – Straßenrennen (Junioren)
- Namibischer Meister – Cross-Country XCO (Junioren)

2013
- Namibischer Meister – Einzelzeitfahren
- Namibischer Meister – Einzelzeitfahren (U23)
- Namibischer Meister – Straßenrennen
- Namibischer Meister – Straßenrennen (U23)

2014
- Namibischer Meister – Einzelzeitfahren
- Namibischer Meister – Einzelzeitfahren (U23)

2016
- Namibischer Meister – Einzelzeitfahren
- Nedbank Cycle Classic
- Namibischer Meister – MTB-Marathon XCM

2017
- Namibischer Meister – Einzelzeitfahren
- Namibischer Meister – Straßenrennen
- Nedbank Cycle Classic

2018
- Afrikameisterschaften – Cross-Country XCO